# Pelanomodon moschops
Pelanomodon moschops és una espècie de sinàpsid extint de la família dels gèikids que visqué al sud d'Àfrica durant el Permià superior. Se n'han trobat restes fòssils a les províncies sud-africanes del Cap Occidental, el Cap Oriental i el Cap Septentrional. Es tracta de l'única espècie reconeguda del gènere Pelanomodon, que antany contenia igualment P. rubidgei. Avui en dia, es considera que hi ha una única espècie amb diferències imputables al dimorfisme sexual. Així mateix, els espècimens antigament classificats en un gènere a part, Propelanomodon, actualment es consideren formes juvenils de P. moschops.
Era un dicinodont sense ullals.